# 杨清源
杨清源（1904年—？），又名杨德俊，男，上海川沙人，中国政治人物，曾任中国农工民主党中央委员会委员，第三、四届全国政协委员。